# (14244) Labnow
(14244) Labnow est un astéroïde de la ceinture principale.

## Description
(14244) Labnow est un astéroïde de la ceinture principale. Il fut découvert le 3 janvier 2000 à Socorro (Nouveau-Mexique) par le projet LINEAR. Il présente une orbite caractérisée par un demi-grand axe de 2,67 UA, une excentricité de 0,06 et une inclinaison de 4,5° par rapport à l'écliptique.

## Compléments